# 974 Lioba
974 Lioba, asteroid glavnog pojasa. Otkrio ga je Karl Wilhelm Reinmuth, 18. ožujka 1992.

## Vanjske poveznice
- Minor Planet Center